# Christoph D'Haese
Christoph D'Haese (Aalst, 25 februari 1967) is een Belgisch politicus voor de N-VA.

## Levensloop
D'Haese volgde middelbaar onderwijs aan het Sint-Jozefscollege in Aalst. Hij studeerde daarna rechten aan de Katholieke Universiteit Leuven en volgde tijdens zijn laatste licentiaatsjaar een Erasmusopleiding aan de Universiteit van Straatsburg. Na zijn studies ging hij als assistent strafrecht, strafvordering en criminologie aan de slag bij de KU Leuven, waar hij verschillende wetenschappelijke publicaties verzorgde. Gelijktijdig liep hij stage als advocaat op het kantoor van Marc Verwilghen. Van 1996 tot 2013 was D'Haese actief als advocaat aan de balie van Dendermonde.
Hij stapte in 2006 in de Aalsterse gemeentepolitiek. Hij haalde toen bij de gemeenteraadsverkiezingen 1.217 voorkeurstemmen vanop de 12de plaats van de Open Vld-lijst. Hij werd verkozen en was van 2007 tot 2012 voorzitter van de Aalsterse gemeenteraad.
Begin december 2011 kondigde hij zijn overstap aan van Open Vld naar N-VA, omdat hij zich niet meer thuis voelde bij de liberale partij. Op zondag 14 oktober 2012 won de N-VA met als lijsttrekker D'Haese, die 5.799 voorkeurstemmen behaalde, de gemeenteraadsverkiezingen in Aalst. Hij won het van de voormalig Aalsterse burgemeester Ilse Uyttersprot, die 5.720 voorkeurstemmen behaalde. Vanaf januari 2013 was D'Haese burgemeester van Aalst in een coalitie van zijn partij met CD&V en eerst sp.a, later SD&P. Bij de verkiezingen van oktober 2018 won zijn partij ruim twee procent en klom D'Haese tot 11.081 voorkeurstemmen. Hij kon zo burgemeester blijven in een nieuwe coalitie met Open Vld en CD&V. In oktober 2024 boerde N-VA in Aalst licht achteruit, maar bleef ze met ruime voorsprong de grootste partij. De coalitie met CD&V en de liberalen, die waren opgekomen onder de naam Voor Aalst, werd hernieuwd en D'Haese kon aan zijn derde termijn als burgemeester beginnen.
Bij de verkiezingen van 25 mei 2014 stond hij als lijstduwer op de lijst voor de Kamer van volksvertegenwoordigers in de kieskring Oost-Vlaanderen. D'Haese werd verkozen met 22.677 voorkeurstemmen en nam het mandaat van volksvertegenwoordiger op. In de Kamer ging hij zich vooral bezighouden met binnenlands bestuur, justitie en veiligheid. Bij de verkiezingen van mei 2019 werd hij vanop de tweede plaats van de Oost-Vlaamse Kamerlijst van N-VA herkozen met 31.670 voorkeurstemmen. In juni 2024 bekleedde D'Haese opnieuw de tweede plaats op de lijst en werd hij verkozen voor een derde termijn, met een score van 23.535 voorkeurstemmen.

## Trivia
D’Haese had in de politieserie 13 geboden een kleine bijrol als burgemeester van Aalst.